# Homoplasie
Homoplasie is in de evolutiebiologie en cladistiek een eigenschap met een analogie die evolutionaire verwantschap lijkt te veronderstellen, maar onafhankelijk verworven of verloren is. Bij het onderzoek naar de fylogenie (evolutionaire verwantschap) tussen bepaalde taxa kan homoplasie verward worden met homologie omdat twee taxa nauwer aan elkaar verwant lijken, of juist minder verwant lijken, dan ze in werkelijkheid zijn.

## Soorten homoplasie

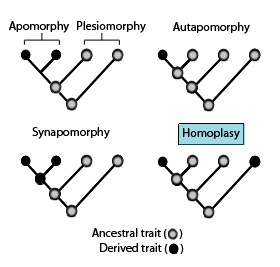
Homoplasie is een analoge eigenschap die niet is te herleiden tot een gemeenschappelijke voorouder

Evolutiebiologen bepalen de mate van verwantschap tussen verschillende taxa door het opstellen van een cladogram, een vertakkend diagram waarin taxa die nauwer verwant zijn dichter bij elkaar staan dan taxa die verder verwant zijn. Elke vertakking in het cladogram staat voor een eigenschap die alleen bij de taxa in die vertakking voorkomt. Zulke eigenschappen worden verondersteld afgeleid (voor het eerst verschenen) te zijn in een gezamenlijke voorouder van de hele groep. Ze worden synapomorfieën genoemd omdat ze normaal gesproken in alle afstammelingen voorkomen.
Er zijn twee manieren waarop homoplasie voorkomt: reverse en convergente evolutie. Bij reverse bezitten niet alle nakomelingen van de gemeenschappelijke voorouder de synapomorfie, omdat de afgeleide eigenschap later weer verdwenen is. Nakomelingen die de afgeleide eigenschap niet bezitten, lijken afgaande van deze eigenschap verder verwant dan ze in werkelijkheid zijn. De reverse is zelf overigens ook een synapomorfie. Omdat bij grootschalige lichamelijke kenmerken totale reverse vaak onmogelijk is, komt dit type homoplasie vooral voor in de moleculaire biologie, waarin een bepaalde mutatie in het DNA (bijvoorbeeld de omwisseling van een enkele nucleotide) omgekeerd wordt.
De tweede vorm van homoplasie is wanneer convergente evolutie of parallelle evolutie ervoor zorgt dat twee niet verwante taxa onafhankelijk van elkaar dezelfde eigenschap ontwikkelen. Een voorbeeld is de ontwikkeling van zwemvliezen bij zowel watervogels als zeezoogdieren. De aanname dat zwemvliezen een synapomorfie zijn zou betekenen dat watervogels en zeezoogdieren nauwer verwant zijn dan in werkelijkheid het geval is.

## Oplossen van homoplasie
Wanneer verschillende eigenschappen en taxa tegelijk bestudeerd worden, zal snel duidelijk worden of er sprake is van homoplasie: de gegevens spreken elkaar tegen. Bij het voorbeeld van de convergente evolutie van zwemvliezen bij zowel watervogels als zeezoogdieren hebben de eerste meer gemeen met andere vogels dan met zoogdieren. Hoe meer eigenschappen en taxa in de fylogenie worden opgenomen, des te kleiner de kans wordt dat homoplasie voorkomt.
Helemaal uit te sluiten is homoplasie echter niet. Soms zijn er niet genoeg gegevens, omdat bepaalde taxa zijn uitgestorven en niet bekend is of ze een bepaalde eigenschap hadden. Bij het bestuderen van de fylogenie van fossiele taxa ontbreken soms cruciale tussenvormen, zodat de evolutionaire verwantschap tussen de wel bekende taxa niet onomstotelijk kan worden vastgesteld. Wanneer de tussenvorm alsnog wordt gevonden, leidt dat meestal tot een verbeterd inzicht in de evolutie.